# Hieracium basicomum
Hieracium basicomum es una especie de planta con flor del género Hieracium, de la familia Asteraceae, orden Asterales.

## Distribución
Hieracium basicomum se distribuye por Noruega.

## Taxonomía
Fue descrita científicamente por Omang. Fue publicada en Nyt Mag. Naturvidensk. 53: 74 (1915).